# Trichosteleum ruficaule
Trichosteleum ruficaule är en bladmossart som beskrevs av Benito C. Tan 1991. Trichosteleum ruficaule ingår i släktet Trichosteleum och familjen Sematophyllaceae. Inga underarter finns listade i Catalogue of Life.